# 長絲突吻鱈
長絲突吻鱈，為輻鰭魚綱鱈形目鼠尾鱈科的其中一種，分布於北太平洋白令海至日本南部海域，體長可達110公分，屬深海底棲性魚類，深度550-3000公尺，棲息在底層水域，生活習性不明，可做為食用魚。

## 扩展阅读
維基物種上的相關：長絲突吻鱈